# Chaeropus ecaudatus
Bandicoot à pied de porc
Genre
Espèce
Statut CITES
Statut de conservation UICN

 EX  : Éteint

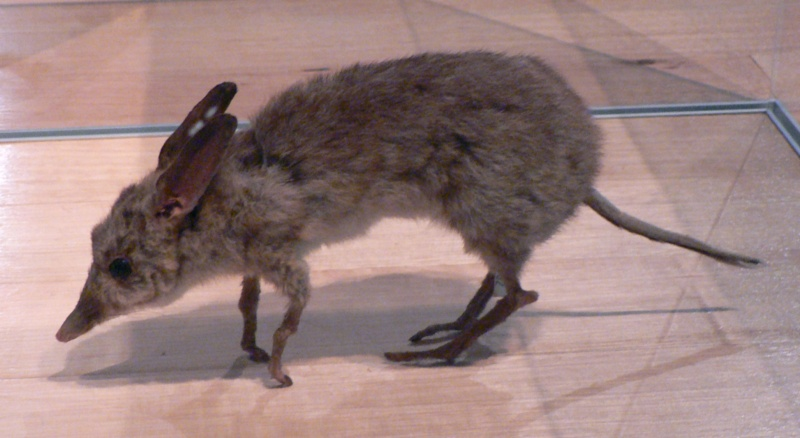
Bandicoot à pied de cochon. Museum de Melbourne

Le Bandicoot à pied de porc (Chaeropus ecaudatus) est un petit marsupial herbivore des plaines arides ou semi-arides de l'intérieur de l'Australie. C'est la seule espèce du genre monospéfique Chaeropus, dans la famille des Chaeropodidae.
Il est considéré comme disparu depuis 2004.

## Description
De la grandeur d'un chaton, il ressemblait presque à première vue à un bilbi, et avait des pattes longues et menues, des oreilles grandes et pointues et une longue queue. Un examen plus approfondi montrait pourtant que le bandicoot à pieds de cochon présentait des caractères très inhabituels pour un marsupial. Les pieds antérieurs avaient deux orteils fonctionnels avec des ongles semblables à des sabots, assez proches de ceux des porcs ou des cerfs. Les pieds postérieurs avaient un quatrième orteil élargi avec une griffe lourde et de la forme d'un tout petit sabot de cheval, les autres orteils étant vestigiaux : seuls les deuxième et troisième orteils, soudés, étaient fonctionnels et non seulement pour la locomotion mais pour aussi le toilettage.

## Habitat
Il était répandu dans un large type d'habitats : des forêts herbeuses et des pâturages en plaine aux régions à spinifex.

## Découverte et extinction
Le premier exemplaire a été recueilli en 1836 par le major Mitchel dans le Nord de l'État de Victoria près du confluent du fleuve Murray avec son affluent le Murrumbidgee. Peu de scientifiques ont eu la possibilité d'observer des bandicoots à pieds de cochon vivants et le seul récit existant de son comportement laisse à penser qu'il se déplaçait « comme un vieux cheval fatigué, dans un petit galop, en ayant l'air de tirer derrière lui ses quartiers arrière », mais cela contredit les affirmations des Aborigènes d'Australie centrale, qui le connaissaient bien et ont rapporté qu'il faisait des nids avec de l'herbe pour y dormir pendant le jour et que, s'il était dérangé, il était capable de s'enfuir à très grande vitesse. On pense qu'il se mettait à l'abri des prédateurs dans des arbres creux et qu'il creusait des terriers courts et rectilignes qui se terminaient par un nid.
Un petit nombre d'exemplaires ont été recueillis dans la deuxième moitié du XIXe siècle, surtout dans le Nord-Ouest de l'État de Victoria, et également dans les contrées arides de l'Australie-Méridionale, de l'Australie occidentale et du Territoire du Nord. Le dernier exemplaire dont on soit certain a été recueilli en 1901. Selon les aborigènes il aurait survécu pendant quelque 20 ans encore en Australie méridionale et jusqu'aux années 1950 mais pas plus tard dans les déserts les plus reculés de l'Australie occidentale.
L'espèce semble avoir été relativement commune avant l'arrivée des Européens sur le continent, mais elle était déjà sérieusement en déclin quand la science a commencé à s'occuper d'elle au milieu du XIXe siècle. Au début du XXe siècle elle avait disparu de l'État de Victoria et de la partie fertile de l'Australie occidentale.
La cause de l'extinction reste incertaine : aucune des deux espèces les plus destructrices qui ont été introduites, le renard et le lapin, n'était arrivée dans le Sud-Ouest de l'Australie Occidentale quand le Bandicoot à pieds de cochon y a disparu. Les chats harets étaient déjà répandus, ce qui peut offrir une explication ; peut-être est-il plus probable que le déclin a été provoqué par un double changement de l'habitat. D'abord, la fin des incendies qui avaient été pratiqués pendant des milliers d'années par les aborigènes : comme ils se limitaient à un patchwork de petites régions à n'importe quel moment, elle permettait une nouvelle croissance fraîche dans les régions qui venaient d'être brûlées en même temps que, dans les zones voisines, des plantes plus âgées offraient un abri et étaient une base pour la recolonisation. (La population aborigène de l'Australie a décliné d'environ 90 % au cours du XIXe siècle, surtout en raison de l'introduction de maladies européennes, et souvent on n'autorisait plus aux aborigènes survivants de continuer leur exploitation traditionnelle de la terre et leurs pratiques de chasse.) Ensuite, la quasi-extermination des aborigènes a été suivie de l'introduction de grands troupeaux de moutons et de bétail, ce qui a provoqué des changements importants dans la structure du sol, la croissance des plantes et la disponibilité de nourriture.
D'après les affirmations des témoins oculaires qui nous sont parvenues et l'analyse du contenu des intestins, de la denture et de la structure des intestins sur les exemplaires des musées, il semble que le bandicoot aux pieds de cochon était le plus herbivore des bandicoots : même si les exemplaires captifs aimaient la viande et que les aborigènes racontaient qu'il mangeait des fourmis et des termites, il est presque certain que c'étaient les feuilles, les racines et les herbes qui constituaient l'essentiel de son régime.

## Systématique
Cette espèce était placée auparavant par McKenna et Bell (1997) dans la famille des Peramelidae, avec les bilbis, et la sous-famille des Chaeropodinae. Pourtant sa forme est tout à fait différente de celle des vrais bandicoots et bilbis et des preuves récentes par analyse moléculaire confortent cette distinction. On pense qu'il s'agit d'un groupe-sœur de ce qui reste des Peramelemorphia et on a créé pour lui seul la famille des Chaeropodidae.

### GenreChaeropus
- (en) Catalogue of Life : Chaeropus Ogilby, 1838 (consulté le 11 décembre 2020)
- (en) Paleobiology Database : Chaeropus  Ogilby 1838
- (fr + en) ITIS : Chaeropus  Ogilby, 1838
- (en) Animal Diversity Web : Chaeropus
- (en) NCBI : Chaeropus (taxons inclus)
- (en) UICN : taxon  Chaeropus  (consulté le 6 janvier 2023)

### EspèceChaeropus ecaudatus
- (en) Catalogue of Life : Chaeropus ecaudatus (Ogilby, 1838) (consulté le 15 décembre 2020)
- (fr + en) ITIS : Chaeropus ecaudatus  (Ogilby, 1838)
- (en) Animal Diversity Web : Chaeropus ecaudatus
- (en) NCBI : Chaeropus ecaudatus (taxons inclus)
- (en) UICN : espèce Chaeropus ecaudatus (Ogilby, 1838) (consulté le 18 mai 2015)
- (fr + en) CITES : espèce Chaeropus ecaudatus   (+ répartition) (sur le site de l’UNEP-WCMC)
- (fr) CITES : taxon  Chaeropus ecaudatus (sur le site du ministère français de l'Écologie) (consulté le 18 mai 2015)

- (en) Cet article est partiellement ou en totalité issu de l’article de Wikipédia en anglais intitulé « Pig-footed Bandicoot » (voir la liste des auteurs).